# Limpan (film)
Limpan är en svensk långfilm från 1983 i regi av Staffan Roos. Filmen bygger på Allan Edwalls roman med samma namn från 1977. I huvudrollerna ses Allan Edwall, Börje Ahlstedt, Ove Sprogøe och Anna Godenius.

## Handling
"Limpan" sitter tvångsintagen på alkoholistanstalt. Han får ett erbjudande om ett jobb i Södertälje, men släpps inte ut, varpå han istället rymmer.

## Om filmen
Filmen hade premiär den 4 februari 1983. Den var tillåten från sju år och har visats vid ett flertal tillfällen på SVT.

## Rollista
- Allan Edwall – Sture Charles "Limpan" Lindberg
- Börje Ahlstedt – Ture Edin, anstaltsdirektör
- Anna Godenius – Agneta, kallad Nettan, hans fru
- Anna Nielsen – Birgitta, deras dotter
- Petrus Bergstrand	– Mats, deras son
- Ove Sprogøe – Preben, strömmingshandlare
- Jonna Arb	– Åsa
- Anders Linder – Berg, assistent
- Niels Dybeck – Linder, assistent
- Suzanne Ernrup – Severin, polis
- Hans Bredefeldt – Albert, polis
- Berto Marklund – "Mellansel", alkoholist
- Michael Kallaanvaara – "Kåbbe", alkoholist
- Krister Hell – slyngel i bilen
- Tomas Norström – slyngel i bilen
- Sissela Kyle – flickan i bilen
- Keve Hjelm – Gösta, hönsägare
- Gun Arvidsson – hans fru
- Dennis Dahlsten – poliskommissarie
- Rolf Lassgård – Vinberg, köksföreståndare
- Lena Lindgren – servitris
- Sten Johan Hedman	– golfbaneägare
- Lars Edström
- Sven Holm

## DVD
Filmen gavs ut på DVD 2018.

### Fotnoter
1. 1 2  ”Limpan”. Svensk Filmdatabas. http://sfi.se/sv/svensk-filmdatabas/Item/?itemid=14238&type=MOVIE&iv=Basic&ref=/templates/SwedishFilmSearchResult.aspx?id%3d1225%26epslanguage%3dsv%26searchword%3dlimpan%26type%3dMovieTitle%26match%3dBegin%26page%3d1%26prom%3dFalse. Läst 8 juli 2012.